# Black Man
Black Man (titre original : Black Man) est un roman de science-fiction écrit par le romancier britannique Richard Morgan, publié au Royaume-Uni en 2007 et en France en 2008.
Le roman a obtenu le prix Arthur-C.-Clarke 2008.

## Le cadre
En 2107, un tiers de l'activité économique de la Terre est consacrée à la colonisation de Mars. Le programme de colonisation est géré par l'organisation supra-nationale LINCOLN, L'Initiative Coloniale des Nations unies, dont le poids dépasse celui des États. Les voyages pour Mars durent 6 mois et se font sous hibernation, à partir de station orbitale terrestres accessibles par ascenseur spatial.
Au milieu du XXIe siècle, les États-Unis ont été divisés par une nouvelle Sécession :
- le centre et le sud devenus la République ou Jésusland, repliés sur la religion et à la limite du sous-développement ;
- l'Union (le nord-est) ;
- la côte Ouest est devenue la Bordure, développée et ouverte aux nouvelles technologies.

## Variantes 13
Les variantes 13 ont été utilisés dans les principaux conflits de XXIe siècle. Mais toutes guerres ayant cessé, les variantes 13, dangereusement asociaux sont devenus encombrants et ont été envoyés dans des camps à l'est de la Turquie ou en exil sur Mars. 

## Les personnages
- Carl Marsalis, est un Variante 13, humain génétiquement modifié, pour développer ses capacités de combattant solitaire. Carl, après avoir participé aux guerres en Asie Centrale, a choisi l'exil sur Mars, mais ayant gagné à la loterie son billet de retour sur Terre, il a accepté de travailler pour l'UNGLA, organisme des Nations unies chargé du contrôle des licences génétiques, pour traquer ses anciens frères d'armes Variante 13 fugitifs.
- Sevgi Ertekin, est une ancienne inspectrice d'origine turque, de la NYPD de New York, elle travaille depuis récemment comme enquêtrice de la Sécurité de LINCOLN
- Tom Norton est le coéquipier de Sevgi, pour le compte de LINCOLN
- Helen Larsen est une psychologue spécialiste, revenant de 3 ans de mission sur Mars, cryogénisée dans une la Navette LINCOLN, Le Fierté d’Horkan
- Allen Merrin est un variante 13
- Scott Osborne est un jeune clandestin ayant fui la misère de Jésusland  pour trouver du travail dans la Bordure chez Warren Biosupply, entreprise d’aquaculture opérant dans le Pacifique
- Carmen Ren, employée de Warren Biosupply

## Les Technologies
- Les n'djinn, sont les intelligences artificielles pilotant les navettes spatiales entre Mars et la Terre, ou les installations industrielles ou les bases de données.
- Les 'faces, sont les interfaces à apparences humaine dans les logiciels de réalité virtuelle.